# Richard FitzRoy
Richard FitzRoy, auch Richard of Lincoln genannt, (* vor 1101; † 25. November 1120 vor Barfleur) war ein unehelicher Sohn des anglo-normannischen Herrschers Heinrich I. Beauclerc aus der Dynastie der Rolloniden mit einer Frau namens Ansfride. Sein normannischer Beiname FitzRoy bedeutet Königssohn.
Richard begleitete seinen Vater im Winter 1118 in die Normandie auf den Feldzug zur Unterwerfung rebellierender Barone. Im Februar 1119 war er bei der Einnahme von Breteuil beteiligt, das von seiner ebenfalls rebellierenden Vollschwester Juliane verteidigt wurde. Daraufhin vertraute sein Vater die Burg von Breteuil ihm an. Anschließend nahm er bei der Belagerung von Évreux teil und kämpfte am 20. August 1119 in der siegreichen Schlacht von Brémule gegen König Ludwig VI. von Frankreich.
Nach der Befriedung der Normandie beabsichtigte der Hof des Königs im Herbst 1120 nach England zurückzukehren. Bei der Überfahrt über den Ärmelkanal zerschellte das „Weiße Schiff“, in dem mehrere Angehörige der königlichen Familie reisten, an einem Felsen vor Barfleur und sank. Unter den Opfern befanden sich Richard FitzRoy und sein legitimer Halbbruder und Thronfolger William Ætheling.
Er blieb unverheiratet und kinderlos.